# Independence (Iowa)
Independence es una ciudad ubicada en el condado de Buchanan en el estado estadounidense de Iowa. En el Censo de 2010 tenía una población de 5966 habitantes y una densidad poblacional de 370,69 personas por km².

## Geografía
Independence se encuentra ubicada en las coordenadas 42°27′44″N 91°54′11″O / 42.46222, -91.90306. Según la Oficina del Censo de los Estados Unidos, Independence tiene una superficie total de 16.09 km², de la cual 15.73 km² corresponden a tierra firme y (2.24%) 0.36 km² es agua.

## Demografía
Según el censo de 2010, había 5966 personas residiendo en Independence. La densidad de población era de 370,69 hab./km². De los 5966 habitantes, Independence estaba compuesto por el 97.64% blancos, el 0.3% eran afroamericanos, el 0.05% eran amerindios, el 0.74% eran asiáticos, el 0% eran isleños del Pacífico, el 0.2% eran de otras razas y el 1.07% pertenecían a dos o más razas. Del total de la población el 1.19% eran hispanos o latinos de cualquier raza.